# I’ll Be Missing You
I’ll Be Missing You (englisch für „Ich werde dich vermissen“) ist ein Lied des US-amerikanischen Rappers Puff Daddy, das er zusammen mit der R&B-Sängerin und Witwe von Notorious B.I.G. Faith Evans sowie der R&B-Gruppe 112 aufnahm. Der Song ist die zweite Singleauskopplung seines Debütalbums No Way Out und wurde am 27. Mai 1997 veröffentlicht. Der Track erreichte in 18 Ländern die Spitze der Charts, darunter Deutschland, Österreich, die Schweiz, das Vereinigte Königreich und die Vereinigten Staaten. Mit einer dreifachen Platinauszeichnung für mehr als 1,5 Millionen verkaufte Exemplare ist er in Deutschland außerdem der kommerziell erfolgreichste Rapsong und eine der erfolgreichsten Singles.

## Inhalt
Das Lied ist eine Rap-Ballade und dem am 9. März 1997 erschossenen US-amerikanischen Rapper The Notorious B.I.G. (Biggie) gewidmet. Im Intro sagt Puff Daddy, dass er immer noch nicht glauben könne, dass The Notorious B.I.G. getötet wurde. Er fühle sich leer, könne nur schwer sein Leben weiter leben und würde alles dafür geben, um ihn wiederzusehen. Der Song soll jedem Kraft geben, der eine nahestehende Person verloren hat. In der ersten Strophe erinnert sich Puff Daddy daran, wie beide mit ihren Auftritten das Publikum begeisterten und was sie alles erreicht hatten. Er müsse nun ihren Traum allein weiter verwirklichen und hoffe, dass Biggie ihm im Himmel einen Platz freihält, wo er sein Leben nach dem Tod lebt. Faith Evans singt im Refrain, dass sie jeden Tag und bei allem was sie tut, an Biggie denke. Wenn sie sich an den Tag erinnere, an dem er gestorben ist, breche es ihr das Herz. In der zweiten Strophe rappt Puff Daddy, dass er jeden Tag für Biggie, der vom Himmel auf ihn herabschaut, bete. Bis sie sich wiedersehen werden, werde er ihn im Herzen behalten und aus den Erinnerungen Kraft schöpfen. Das Outro wird von der Gruppe 112 gesungen und ist inhaltlich an den Refrain angelehnt.

## Produktion
Das Instrumental des Lieds wurde von Puff Daddy in Zusammenarbeit mit Stevie J produziert. Die Hauptmelodie übernahmen sie dabei vom Song Every Breath You Take der englischen New-Wave-Band The Police. Den Text des Lieds schrieb Puff Daddy nicht selbst, sondern Todd Gaither, auch bekannt als Sauce Money, fungierte als Ghostwriter. Bei der Album-Version singt außerdem am Anfang ein Chor das Stück Agnus Dei des US-amerikanischen Komponisten Samuel Barber.

## Musikvideo
Bei dem zu I’ll Be Missing You gedrehten Video führte Hype Williams Regie.
Zu Anfang sieht man Puff Daddy mit dem Motorrad eine Straße entlangfahren, bis er verbremst und auf den Asphalt stürzt. Nun beginnt das Lied und man sieht ihn auf einem grünen Hügel sowie auf der Straße rappen. Weitere Szenen zeigen Puff Daddy betend in einem dunklen Raum, in dem sich Kerzen befinden. Faith Evans singt den Refrain in einer bunt beleuchteten Halle, in der sich später auch Puff Daddy befindet. Nachdem er mit vielen in Weiß gekleideten Kindern den Hügel emporgelaufen ist, sieht man ihn am Ende auf einer dunklen Straße im Regen tanzen.
Der Unfall war nicht geplant, Puff Daddy verletzte sich dabei leicht. Trotzdem wurde entschieden, die Szene im Video zu verwenden, da sie die Botschaft unterstreiche, sagte Puff Daddy in einem Interview.

## Single

### Covergestaltung
Das Singlecover zeigt ein seitliches Bild von The Notorious B.I.G., der die Augen geschlossen hat und einen schwarzen Hut und Anzug trägt. Das Bild ist golden umrahmt und unterhalb steht der Schriftzug In Loving Memory of The Notorious B.I.G. Am oberen Rand des Covers steht in goldenen Buchstaben auf rotem Untergrund Puff Daddy & Faith Evans und I’ll Be Missing You, während sich am unteren Bildrand der Schriftzug Tribute to The Notorious B.I.G. befindet.

### Chartplatzierungen
I’ll Be Missing You stieg am 23. Juni 1997 in die deutschen Singlecharts ein und erreichte eine Woche später die Chartspitze, die es insgesamt elf Wochen belegte. Die Single hielt sich 28 Wochen in den Top 100, davon 18 Wochen in den Top 10. Darüber hinaus erreichte das Lied für sieben Wochen auch die Chartspitze der deutschen Airplaycharts. In Österreich belegte das Lied zehn Wochen Rang eins und in der Schweiz hielt es sich acht Wochen an der Chartspitze. Auch im Vereinigten Königreich und in den Vereinigten Staaten erreichte die Single für sechs bzw. elf Wochen Rang eins. Zu weiteren Ländern, in denen das Stück die Chartspitze belegte, zählen: Australien, Belgien, Dänemark, Irland, Italien, Neuseeland, die Niederlande, Norwegen, Polen, Schweden und Spanien. 1997 belegte I’ll Be Missing You Rang zwei der deutschen Single-Jahrescharts.
| ChartsChartplatzierungen       | Höchstplatzierung | Wochen |
| ------------------------------ | ----------------- | ------ |
| Deutschland (GfK)              | 1 (28 Wo.)        | 28     |
| Österreich (Ö3)                | 1 (23 Wo.)        | 23     |
| Schweiz (IFPI)                 | 1 (33 Wo.)        | 33     |
| Vereinigte Staaten (Billboard) | 1 (33 Wo.)        | 33     |
| Vereinigtes Königreich (OCC)   | 1 (32 Wo.)        | 32     |

| ChartsJahrescharts (1997)      | Platzierung |
| ------------------------------ | ----------- |
| Deutschland (GfK)              | 2           |
| Österreich (Ö3)                | 2           |
| Schweiz (IFPI)                 | 2           |
| Vereinigte Staaten (Billboard) | 3           |
| Vereinigtes Königreich (OCC)   | 3           |

### Auszeichnungen für Musikverkäufe
In Deutschland wurde I’ll Be Missing You 1999 für über 1,5 Millionen verkaufte Exemplare mit 3-fach-Platin ausgezeichnet und ist somit der zweitmeistverkaufte Rapsong hierzulande, nur Roller von Apache 207 verkaufte sich besser. Generell zählt das Lied zu den erfolgreichsten Singles des Landes. In Österreich und der Schweiz erhielt die Single für je 100.000 Verkäufe Doppel-Platin. Im Vereinigten Königreich bekam der Song für mehr als 2,4 Millionen verkaufte Einheiten 4-fach-Platin und wurde in den USA für über drei Millionen Verkäufe mit 3-fach-Platin ausgezeichnet.
Weltweit erhielt I’ll Be Missing You 29 Platin-Auszeichnungen und verkaufte sich mehr als zehn Millionen Mal, womit es zu den kommerziell erfolgreichsten Liedern aller Zeiten gehört.
Außerdem gewann der Song 1997 den MTV Video Music Award für das Best R&B Video sowie 1998 den Grammy Award for Best Rap Performance by a Duo or Group
| Land/Region                  | Auszeichnungen für Musikverkäufe (Land/Region, Auszeichnung, Verkäufe) | Verkäufe  |
| ---------------------------- | ---------------------------------------------------------------------- | --------- |
| Australien (ARIA)            | 2× Platin                                                              | 140.000   |
| Belgien (BRMA)               | 4× Platin                                                              | 200.000   |
| Dänemark (IFPI)              | Gold                                                                   | 45.000    |
| Deutschland (BVMI)           | 3× Platin                                                              | 1.500.000 |
| Frankreich (SNEP)            | Gold                                                                   | 250.000   |
| Italien (FIMI)               | Platin                                                                 | 100.000   |
| Kanada (MC)                  | Platin                                                                 | 100.000   |
| Neuseeland (RMNZ)            | 3× Platin                                                              | 90.000    |
| Niederlande (NVPI)           | 2× Platin                                                              | 150.000   |
| Norwegen (IFPI)              | Platin                                                                 | 20.000    |
| Österreich (IFPI)            | 2× Platin                                                              | 100.000   |
| Schweden (IFPI)              | 3× Platin                                                              | 90.000    |
| Schweiz (IFPI)               | 2× Platin                                                              | 100.000   |
| Spanien (Promusicae)         | Gold                                                                   | 30.000    |
| Vereinigte Staaten (RIAA)    | 3× Platin                                                              | 3.000.000 |
| Vereinigtes Königreich (BPI) | 4× Platin                                                              | 2.400.000 |
| Insgesamt                    | 3× Gold · 31× Platin ·                                                 | 8.315.000 |

Hauptartikel: Sean Combs/Auszeichnungen für Musikverkäufe